# Conseil de souveraineté (2019)
Pour les articles homonymes, voir Conseil de souveraineté.
Le Conseil de souveraineté est le chef de l'État collégial du Soudan pendant la période de transition de 39 mois faisant suite aux manifestations de 2018-2019 au Soudan et à l'accord signé le 17 août 2019. Il est composé de 5 militaires, 5 civils, et d'un dernier membre choisis par consensus par les deux groupes. En 2021, le Conseil est élargi à trois chefs rebelles.
Le Conseil est dirigé pendant les 21 premiers mois par le général Abdel Fattah Abdelrahmane al-Burhan, désigné par les militaires, auquel doit succéder pendant les derniers 18 mois un chef du conseil désigné par les civils. Il remplace le Conseil militaire de transition, mis en place après le coup d'État du 11 avril 2019 au Soudan.
Le Conseil est dissout en octobre 2021 à la suite du coup d'État du 25 octobre.

## Historique
Le 20 août 2019, un Conseil de souveraineté de onze membres devant être dirigé par Abdel Fattah Abdelrahmane al-Burhan pendant 21 mois, est formé. Il prête serment le lendemain.
L'économiste Abdallah Hamdok, désigné Premier ministre par l'opposition, prête serment le même jour. Il forme son gouvernement le 5 septembre, qui prête serment le 8 septembre.
Le 3 octobre 2020, la signature d'un accord de paix entre le gouvernement de transition et différents groupes rebelles prolonge la transition de 21 mois. Des élections sont désormais prévues en 2024,. Burhan doit alors céder à un civil la présidence du Conseil de souveraineté le 17 novembre 2021.
Quatre jours après des manifestations massives en soutien au transfert de la présidence du Conseil de souveraineté aux civils, un coup d’État conduit à l’arrestation des dirigeants issus de la société civile dans la matinée du 25 octobre 2021[réf. souhaitée]. Abdallah Hamdok est d’abord retenu chez lui avec son épouse, les putschistes cherchant à lui faire signer une déclaration de soutien au coup d’État. Devant son refus, il est emmené vers une destination inconnue. L'état d'urgence, la dissolution du gouvernement et du Conseil de souveraineté, sont décrétés par le général Burhan.

## Composition

### Civils
- Aicha Musa el-Said (jusqu'au 22 mai 2021)
- Siddig Tawer
- Mohamed Elfaki Souleiman
- Hassan Cheikh Idriss
- Taha Osman Ishaq
- Raja Nicola

### Militaires
- Abdel Fattah Abdelrahmane al-Burhan (président)
- Mohamed Hamdan Dogolo (vice-président)
- Yasser al-Atta
- Chams al-Din Khabbachi
- Ibrahim Jabir Karim

### Chefs rebelles (2021)
- El Hadi Idris Yahya
- Malik Agar
- El Tahrir Abubakr Hajar